# Calzones rotos
Los calzones rotos son un dulce típico de la repostería de Chile, elaborados a partir de una masa frita hecha de harina, polvos de hornear y huevos, espolvoreados con azúcar flor, similar en su preparación a una rosquilla. Este postre se sirve generalmente en los meses de invierno.

## Preparación
Este tipo de roscas se preparan tradicionalmente con harina de trigo, huevos, mantequilla (u opcionalmente aceite), azúcar, polvo de hornear, una pizca de sal y rayadura de cáscara de limón o esencia de vainilla; y en preparaciones más elaboradas agregando un poco de pisco (o aguardiente) o leche.
En ambos casos, la masa cruda es extendida y separada en angostas tiras ya sea rectangulares, romboidales o triangulares a las que se les realiza un corte en el centro por el cual se hace pasar uno de sus extremos para así darle su característica forma retorcida; posteriormente se fríen, en algunos casos pueden hornearse, y generalmente se les espolvorea "azúcar flor" (azúcar glass) o canela al momento previo a llevarlos a la mesa.

## Etimología
La tradición popular cuenta que su nombre viene de la época de La Colonia. Cuenta la historia que el nombre proviene de una mujer que vendía estos pasteles en la Plaza de Armas de Santiago y un día el viento levantó su falda dejando al descubierto sus «calzones rotos», desde ese día fue conocida como «la dama de los calzones rotos» y con el tiempo el nombre se adaptó a los dulces que ella vendía.
Antiguamente estos buñuelos se llamaban «zorritas», diminutivo de la forma despectiva de llamar al sexo femenino en la cultura popular. Aunque con el tiempo este nombre fue reemplazado por el de «calzones rotos», en algunas ciudades de Chile se les sigue llamando «zorritas».

## Comercialización
Es posible encontrarlos en panaderías y locales ambulantes en época de invierno, en Chile, esta comida suele comerse a la hora de la once, o a cualquier hora del día y especialmente si es que hace mucho frío.